# Fawkner (Australien)
Fawkner ist ein Stadtteil von Melbourne, Victoria, Australien, zwölf Kilometer nordöstlich vom Melbourner Stadtzentrum (CBD, Central Business District) gelegen. Er gehört zu den lokalen Verwaltungsgebieten (LGA) City of Merri-bek und City of Hume. Bei der Bevölkerungserhebung im Jahr 2021 hatte Fawkner eine Bevölkerungszahl von 14274 ständigen Einwohnern. Davon sind 9,7 % in Italien geboren, 13,8 % der Einwohner sprechen Italienisch.

## Geschichte
Die Gegend wurde zunächst vom Siedlungspionier John Pascoe Fawkner Box Forrest genannt. Dieser Wald erstreckte sich aber noch wesentlich weiter. 1867 kaufte sich John Jukes eine Parzelle von diesem Wald und nannte sie zu Ehren des mittlerweile berühmten Siedlungspioniers Fawkner – zwei Jahre vor dessen Tod.